# Rock electronic

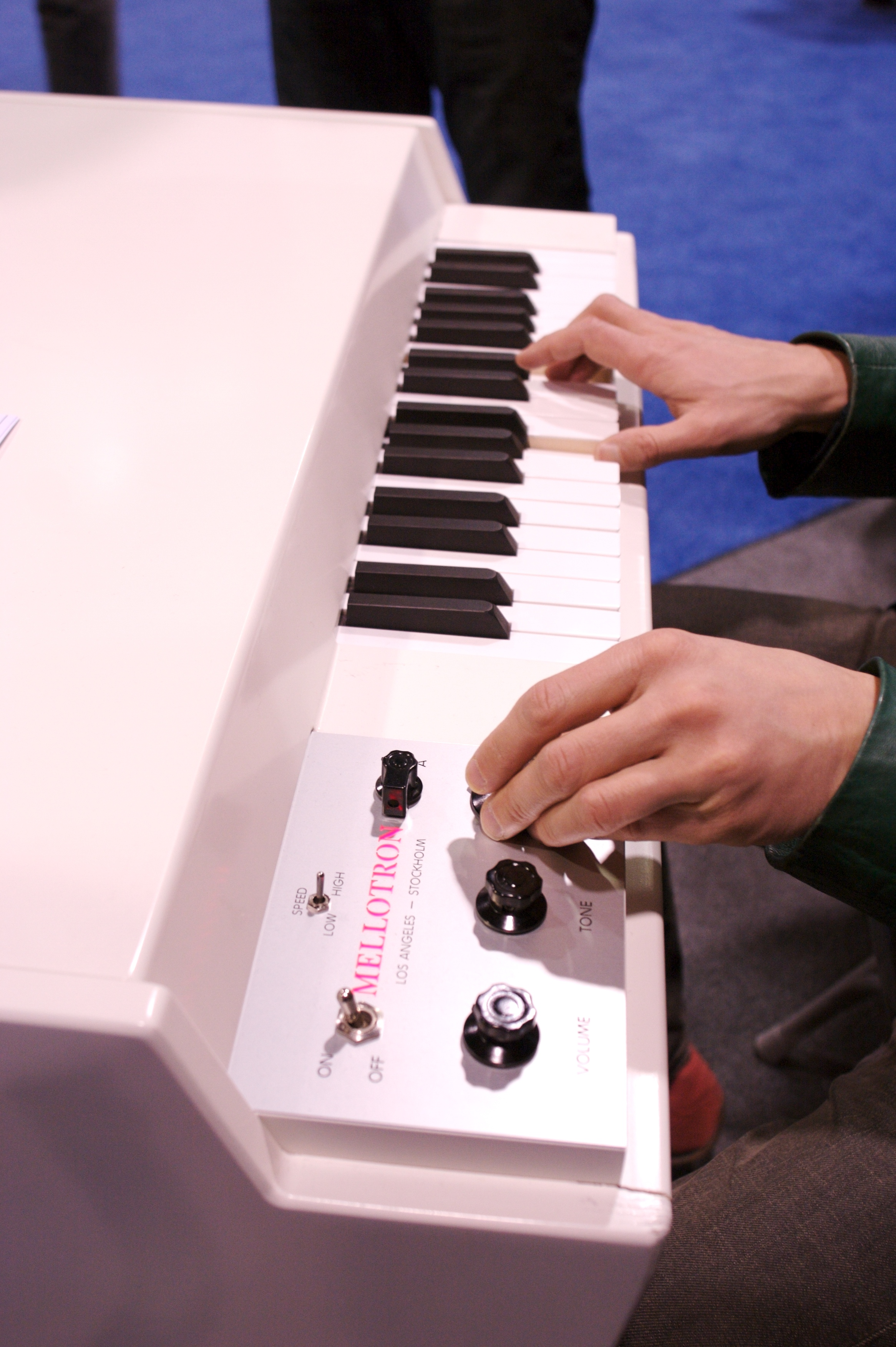
Mellotron, o formă timpurie a samplerului, utilizat pe larg la sfârșitul anilor 1960 - începutul anilor 1970

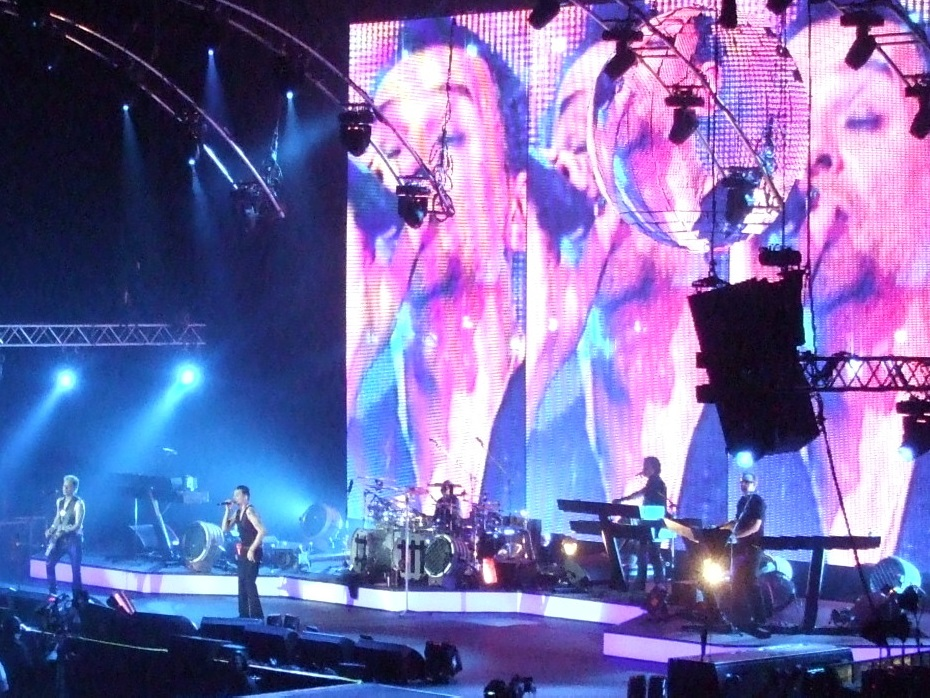
Depeche Mode la un concert în O_{2} Arena din Londra, 2009

Rock electronic sau electronic rock, numit și synthrock, electrorock, technorock, sau digital rock, este o muzică rock generată cu instrumente electronice. Acesta a fost extrem de dependent de evoluția tehnologică, în special de invenția și rafinamentul sintetizatorului, dezvoltarea formatului digital MIDI și tehnologiile computerizate.
La sfârșitul anilor 1960, muzicienii rock au început să utilizeze instrumente electronice, cum ar fi theremin și Mellotron ca supliment și pentru a-și defini sunetul lor. La sfârșitul deceniului sintetizatorul Moog a luat locul principal în dezvoltarea sunetului care a dus la apariția genului progressive rock, formațiile cărora au fost dominante la începutul anilor 1970. În anii 1980, mult mai comercialul synthpop a dominat rockul electronic. În anii 1990 big beat și industrial rock au fost printre cele mai importante noi tendințe și în noul mileniu de răspândire a software-ului de înregistrare a dus la dezvoltarea de noi genuri distincte, inclusiv indietronica, electroclash, dance-punk și new rave.